# Galbula cyanescens
Galbula cyanescens е вид птица от семейство Galbulidae.

## Разпространение
Видът е разпространен в Боливия, Бразилия и Перу.